# 1200
1200 (MCC) var ett skottår som började en lördag i den julianska kalendern.

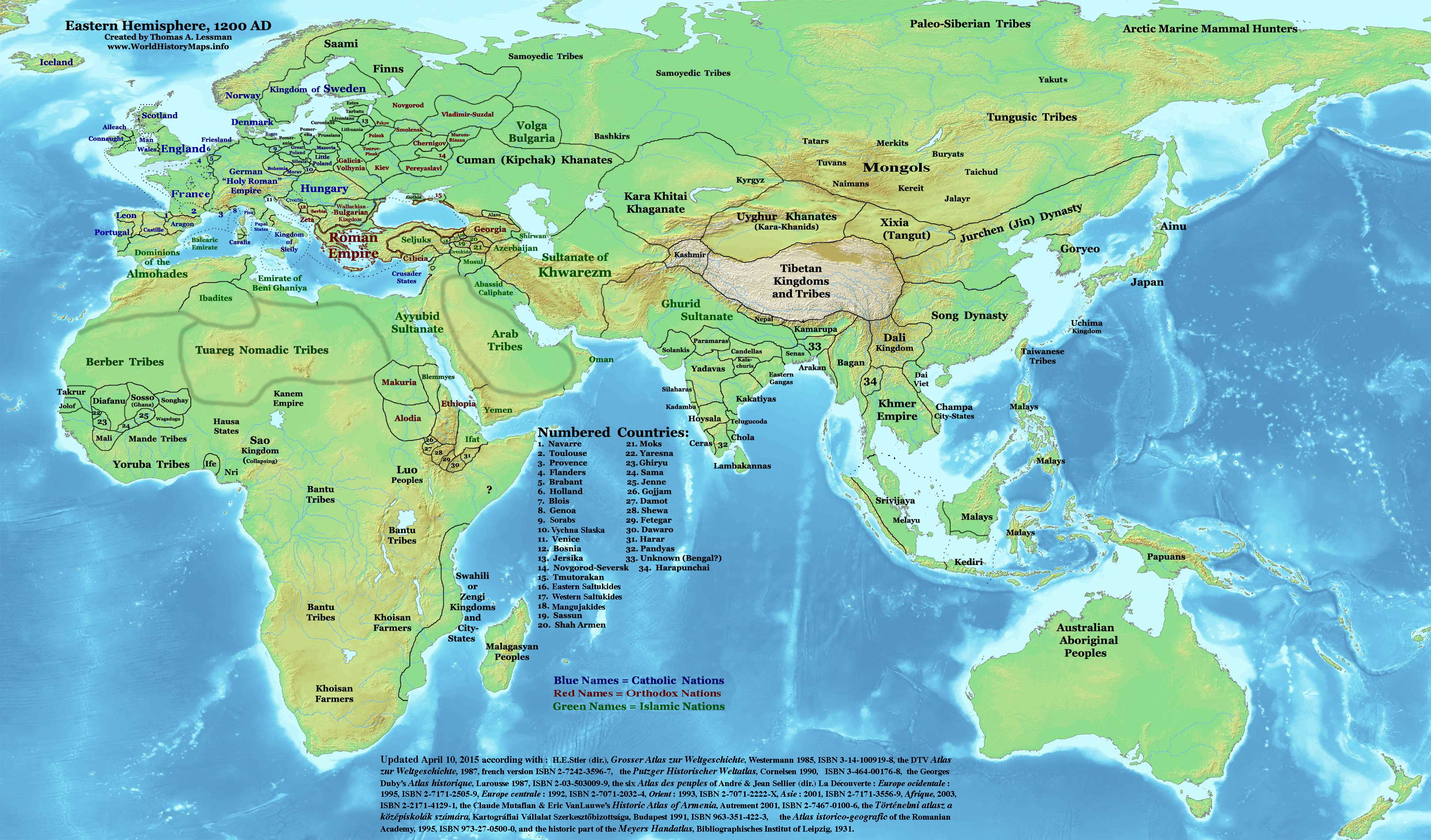
Gamla världen år 1200.

## Händelser

### Augusti
- 24 augusti – Johan av England gifter sig med Isabella av Angoulême.[1]

### Okänt datum
- Den svenska kyrkan blir skattefri, varvid "det andliga frälset" skapas.
- Den danske historikern Saxo Grammaticus skriver Gesta Danorum (Danernas bedrifter), som även behandlar svenska förhållanden.
- Filip II August av Frankrike reglerar studierna och studenter revolterar i Paris.

## Födda
- Arnulf av Löwen (född omkring detta år).
- Helena Pedersdotter Strange, drottning av Sverige 1229–1234, gift med Knut Långe.

## Avlidna
- Kristina Stigsdotter Hvide, drottning av Sverige 1164–1167, gift med Karl Sverkersson.
- Benedicta Ebbesdotter, drottning av Sverige sedan 1195 eller 1196, gift med Sverker den yngre (död detta eller föregående år).
- Zhu Xi, kinesisk filosof.

### Fotnoter
1. ↑  King John by Warren.  Published by University of California Press in 1961.  p. 64